# Fonds passifs
 (signalé en juin 2025).
Si vous disposez d'ouvrages ou d'articles de référence ou si vous connaissez des sites web de qualité traitant du thème abordé ici, merci de compléter l'article en donnant les références utiles à sa vérifiabilité et en les liant à la section « Notes et références ».
- Archive Wikiwix
- Bing
- Cairn
- DuckDuckGo
- E. Universalis
- Gallica
- Google
- G. Books
- G. News
- G. Scholar
- Persée
- Qwant
- (zh) Baidu
- (ru) Yandex
- (wd) trouver des œuvres sur Wikidata

Les fonds passifs à classes d’actifs sont des fonds de placements ayant pour objectif de répliquer les différents segments d’un marché. 
Contrairement aux fonds indiciels, ils n’ont pas la vocation de répliquer un indice de référence mais de pénétrer le marché. Ils ne sont donc pas obligés d’acheter ou de vendre des titres lors de la reconstruction d’un indice. Cette flexibilité leur permet d’acheter/vendre les titres à des prix avantageux. 
Les fonds passifs ont une rotation de titres (« turnover ») très bas et donc ont peu de frais de transactions. Leur but est de détenir le plus de titres possible dans le segment de marché qu’ils représentent. Les fonds passifs ont généralement des frais totaux de gestion (« TER ») très bas.